# Skärgårdsflirt
Skärgårdsflirt är en svensk komedifilm från 1935.

## Handling
Paret Östermans son Erik ska gifta sig med bonddottern Inga och deras föräldrar ska tillsammans betala det unga brudparets nya hus ute i skärgården. Östermans har dock inte tillräckligt med pengar eftersom deras bank gått i konkurs. Den rika Stockholmsflickan Lilly kommer också till skärgården och Erik får upp ögonen för henne.

## Om filmen
- Filmen premiärvisades på Astoria i Stockholm den 1 november 1935.[2]
- Svenska försvarets filmdetalj medverkade vid tillkomsten av filmen.[3]
- Filmen har också visats i SVT.[4]
- Filmen är baserad på Gideon Wahlbergs folklustspel med samma namn.[3]
- Filmen har även gjorts i en norsk version.[3]
- En TV-version gjordes även 1972.[3]

## Rollista (i urval)
- Nils Lundell - Nils "Nisse" Lundén
- Rut Holm - Katrina, piga hos Östermans
- Dagmar Ebbesen - Augusta Österman
- Karin Ekelund - Lilly Blom
- Solveig Hedengran - Inga Sjöholm
- Eric Laurent - Erik, Augustas son
- Gideon Wahlberg - Alfred Österman, Augustas man
- Ernst Brunman - Per Sjöholm, fiskare, Ingas far
- Theodor Berthels - grosshandlare Blom, Lillys far
- Holger Löwenadler - advokat Vasander[5]

## Filmmusik (i urval)
- Skärgårdsflirt, kompositör Sten Axelson, text Sven Paddock, framförs i bild av Lasse Dahlquist
- En sjöman älskar havets väg, svensk text 1875 Ossian Limborg
- Calle Schewens vals, kompositör och text Evert Taube, framförd i bild av Martin Blomqvist, Nils Lundell och Gideon Wahlberg
- Kärleksstigen, kompositör Sten Axelson, text Sven Paddock, sång Ulla Billquist
- Hjamlar och Hulda, text Wilhelmina Stålberg, framförd på dragspel av Gideon Wahlberg[6]